# Cornus (Sardegna)
Cornus è un'antica città-stato della Sardegna, fondata nell'ultimo quarto del VI secolo a.C. I suoi resti si trovano nei pressi del comune di Cuglieri, in provincia di Oristano a pochi passi dalla frazione di S'Archittu.
La città era costituita da una acropoli (sono visibili i resti delle mura) sul colle di Corchinas e da quartieri artigianali e di abitazioni nelle zone pianeggianti.
La città è citata (Kornos) dal geografo Claudio Tolomeo (II secolo) nell'interno dell'isola e viene riportata nell'Itinerario Antonino (Cornos) a metà strada tra Bosa e Tharros. Tito Livio ne parla come della capitale dei nuragici ai tempi della rivolta antiromana di Ampsicora nel 215 a.C., nell'ambito della quale fu conquistata da Tito Manlio Torquato.
Divenne municipio in epoca flavia o traianea e fu colonia nel III secolo.
Nella città doveva esistere, sul colle di Corchinas, un'area pubblica, forse il foro, dalla quale provengono alcune iscrizioni onorarie. Sono visibili inoltre resti di un impianto termale in opera listata, probabilmente restaurato sotto Graziano, Valentiniano e Teodosio (379-383).

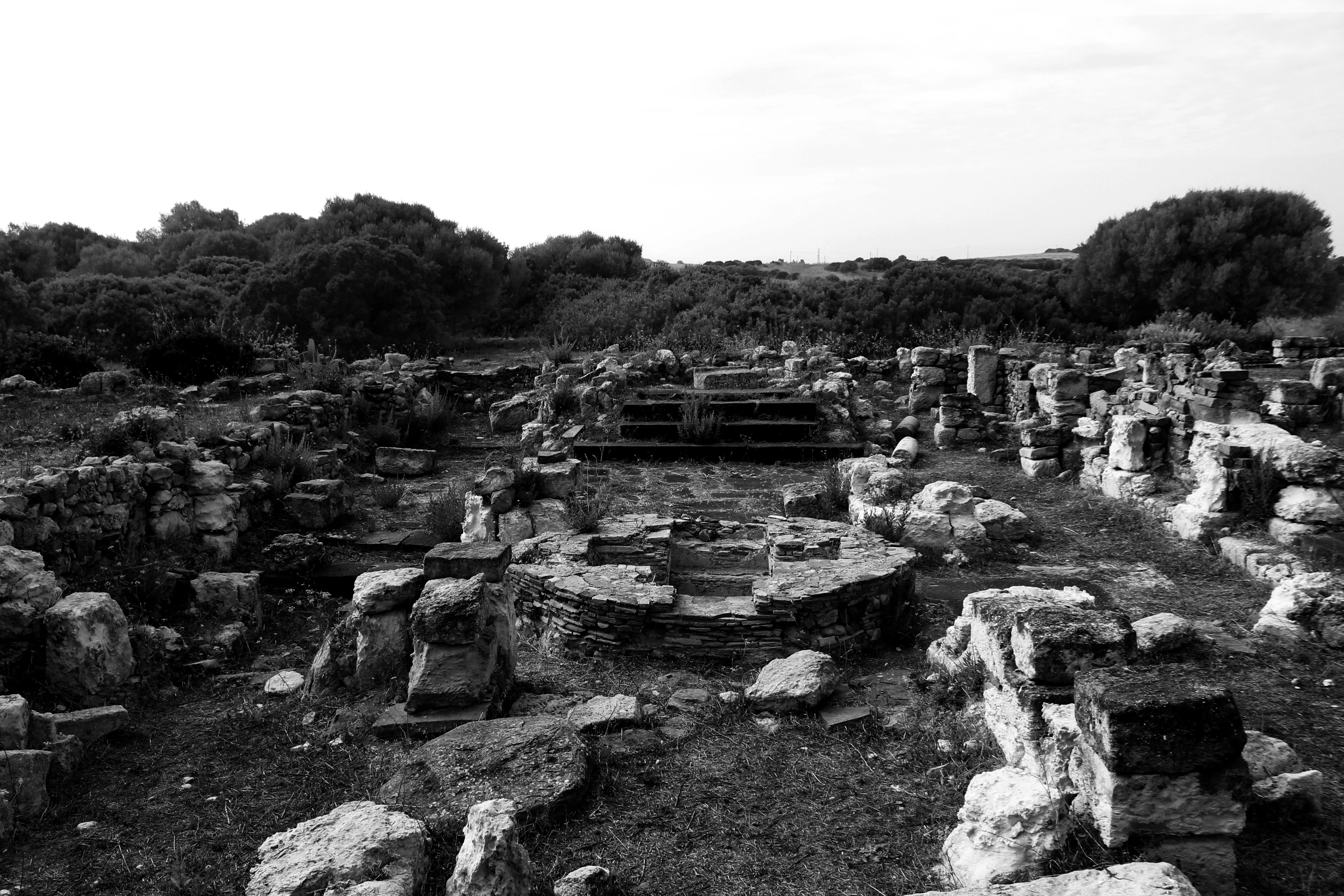
I resti della basilica

Bonifacio, vescovo di Sanaphar o Sanafer (identificata da alcuni studiosi con la diocesi di Cornus), con altri 466 vescovi, tra i quali i sardi Lucifero di Kalaris, Martiniano di Forum Traiani, Vitale di Sulci e Felix di Turris, partecipò nel 484 al concilio di Cartagine che fu indetto da Unerico, Re dei Vandali, con l'intento di convertire i cattolici all'arianesimo.
In epoca tardo-antica, poco distante dalla città (frazione di Santa Caterina di Pittinuri) sorse il complesso cristiano di Columbaris, con un vasto cimitero che ha restituito diversi sarcofagi e un primo edificio a pianta basilicale a carattere funerario, preceduto da un battistero (III-IV secolo). Due altre basiliche sorsero nel V-VI secolo, con altre strutture. Il primo nucleo fu abbandonato dopo l'VIII secolo.
È raggiungibile dalla Strada Statale 292 Nord Occidentale Sarda, il cui ingresso è situato tra le borgate di Santa Caterina di Pittinuri e S'Archittu.

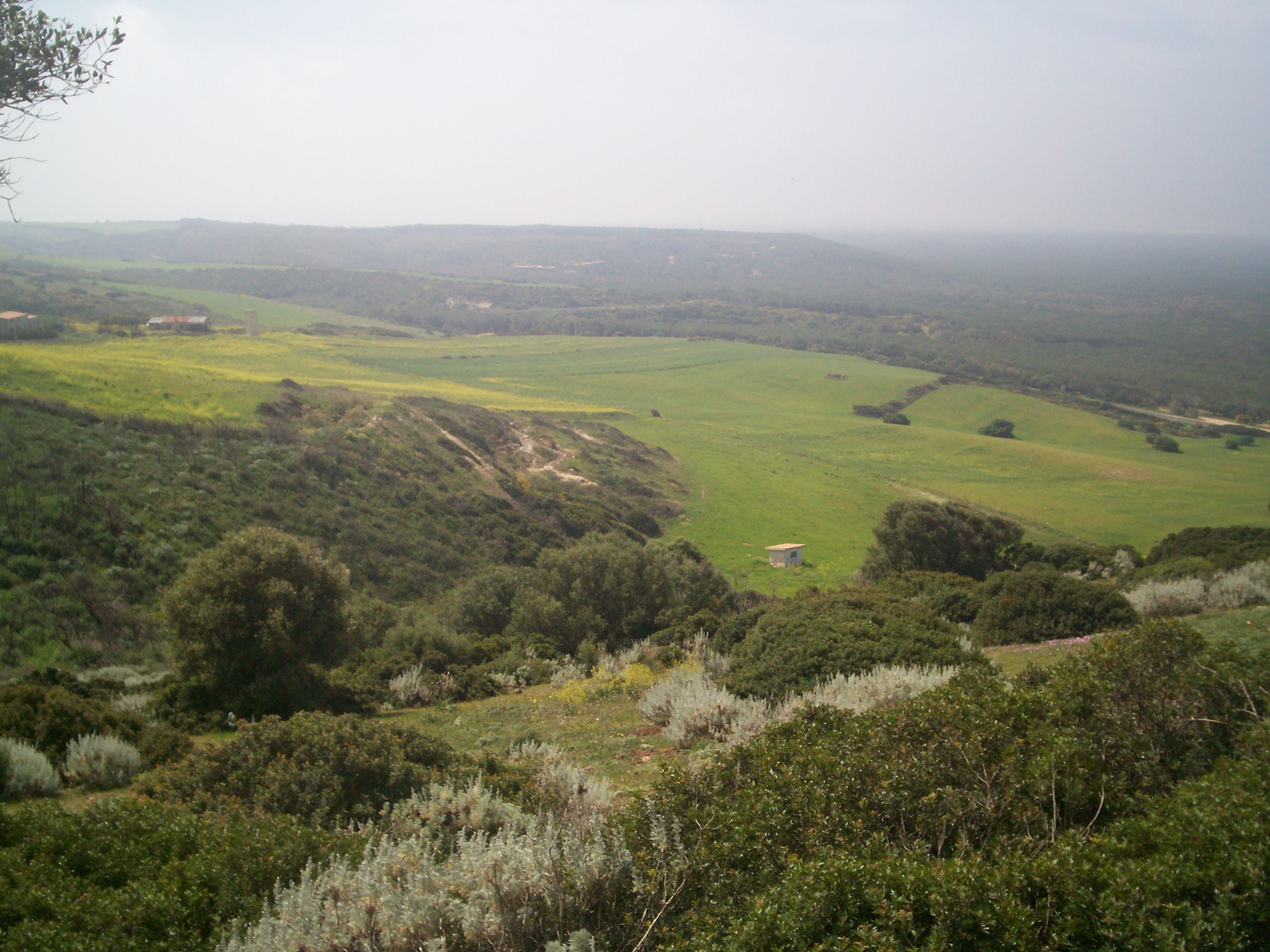
Su Campu 'e corra (il campo dei corni), il piccolo altopiano ove ebbe luogo lo scontro fra Sardi e Romani.